# Молодёжный (Приютненский район)
Молодёжный — посёлок в Приютненском районе Калмыкии, в составе Октябрьского сельского муниципального образования.

## История
Дата основания не установлена. Посёлок Молодёжный впервые обозначен на топографической карте 1984 года.

## Физико-географическая характеристика
Посёлок расположен на западе Приютненского района в пределах Кумо-Манычской впадины, являющейся частью Восточно-Европейской равнины. Рельеф местности равнинный. Посёлок расположен на восточной окраине одного из бугров, вытянутых в субширотном направлении, характерных для Кумо-Манычской впадины. Посёлок с севера, востока и юго-востока огибает балка, являющаяся притоком реки Соленка, в которой создано несколько небольших прудов.
По автомобильной дороге расстояние до столицы Калмыкии города Элиста (центра города) составляет 120 км, до районного центра села Приютное - 48 км, до административного центра Октябрьского сельского муниципального образования посёлка Октябрьский - 13 км. Ближайший населённый пункт посёлок Урожайный расположен в 9,8 км к западу от посёлка Молодёжный. 
Согласно классификации климатов Кёппена-Гейгера посёлок находится в зоне континентального климата с относительно холодной зимой и жарким летом (индекс Dfa). 
В посёлке, как и на всей территории Калмыкии, действует московское время.

## Население
| 1989 | 2002 | 2010 |
| ---- | ---- | ---- |
| 270  | ↘81  | ↘25  |

Национальный состав
Согласно результатам переписи 2002 года большинство населения посёлка составляли даргинцы (42 %)

## Социальная инфраструктура
Социальная инфраструктура не развита. Ближайшие учреждения культуры (дом культуры и библиотека) и образования (средняя школа и детский сад) расположены в административном центре сельского поселения посёлке Октябрьский.